# Ananta

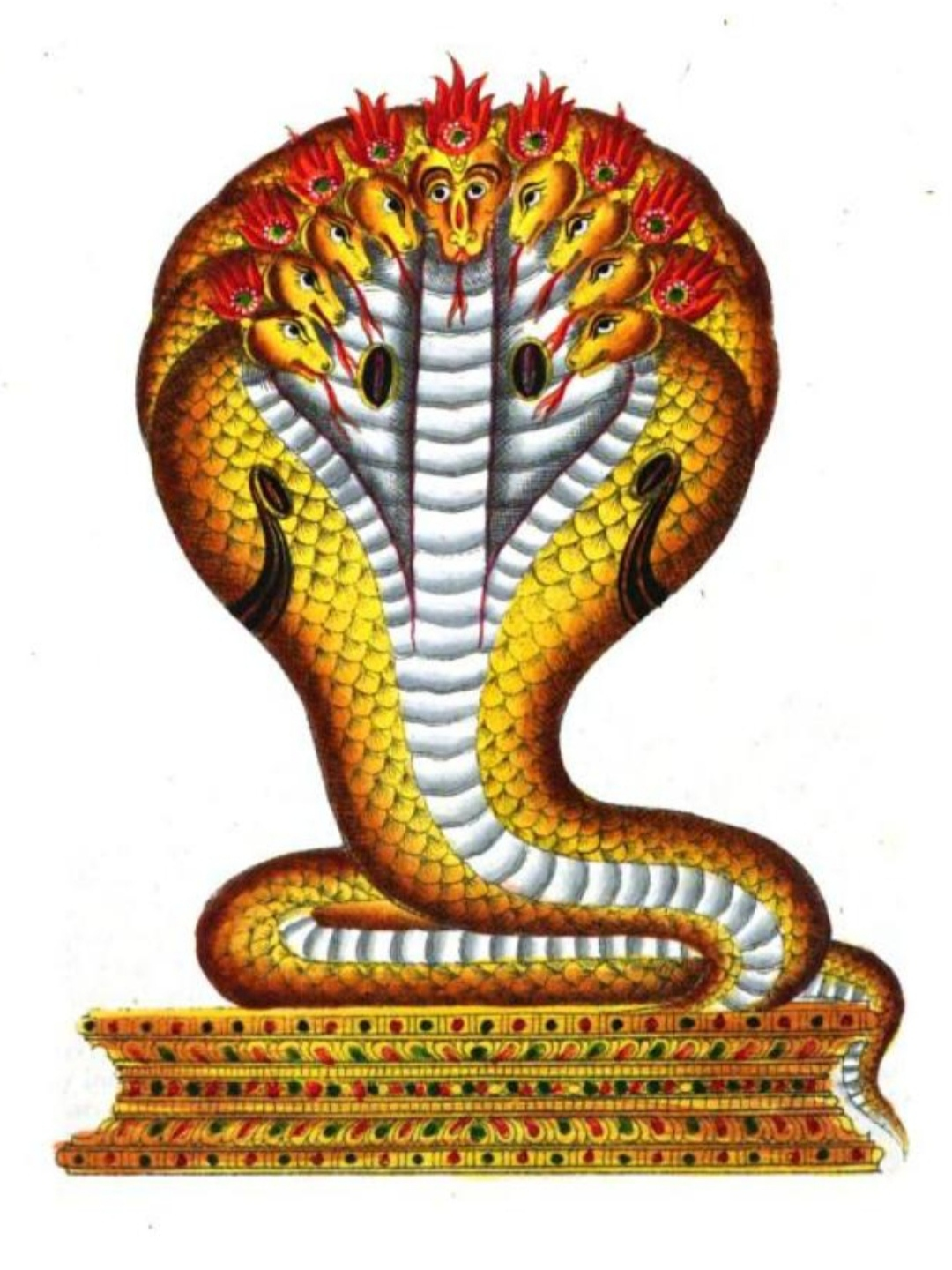
Ananta Šéša na ilustraci z 19. století

Ananta, též Šéša, Ananta Šéša či Adišéša, je v indické mytologii modrý či purpurový kosmický had s tisícem hlav, na nichž má tisíc drahokamů, které osvětlují všechny světy. Jméno Ananta znamená nekonečný, věčný či bezbřehý. Ananta má nejasný vztah k několika jiným postavám indické mytologie. Podle některých pojetí je formou Višnua, podle jiných na něm Višnu odpočívá či spí mezi zánikem a novým stvořením světa. Další zdroje jej ztotožňují s Balarámou, starším bratrem Kršny, či jej považují za jeho inkarnaci, nebo s nágem Vásukim. Kromě toho je ztotožňován se Súrjou, Šivou nebo Kršnou.
Podle Višnu purány leží pod sedmi pátály, je formou Višnua a vyvstává z guny „kvality“ zvané tamas „temnota“ známé též jako Šéša. Na své hlavě drží celý svět, jeho přirozenost nemůže být popsána ani bohy a když zívá celý svět se třese. Bohyně Váruní je jeho září a družkou, bůh Rudra povstal ve svých jedenácti podobách z jeho obočí.